# Brie Rogers Lowery
Brie Rogers Lowery é a diretora da Change.org no Reino Unido.
Ela trabalhou por sete anos fazendo campanhas online. Brie Lowery trabalhou para o grupo australiano de defesa online GetUp!, bem como para uma série de organizações não governamentais do Reino Unido, incluindo a Oxfam e a Campanha Global pela Educação.
Brie Lowery faz parte do conselho de administração do Greenpeace Nordic (2015-presente) e também é jurada do WIRED Innovation Awards para Inovação Social.
Em 2014, ela foi eleita pela BBC uma das 100 Mulheres mais inspiradoras do mundo, nomeada uma das 35 melhores mulheres com menos de 35 anos pela Management Today e premiada como uma das Mulheres do Futuro em Tecnologia e Digital.

Em 2016, o próprio site de Brie Lowery dizia que ela era Diretora da Change.org do Reino Unido e Diretora Adjunta para a Europa da mesma instituição.